# Maciço Vinson
O monte Vinson ou maciço Vinson, ao qual é atribuída a altitude de 4892 m (2004) é o ponto culminante do continente antártico e a oitava montanha do mundo em proeminência topográfica. Situa-se no maciço homónimo que faz parte de um dos ramos (a Cordilheira Sentinela), da cordilheira Ellsworth, no extremo sul da Península Antártica.
O maciço de Vinson recebeu o nome do congressista americano Carl G. Vinson devido ao fa(c)to de este ter persuadido o governo dos Estados Unidos a promover uma expedição ao continente antártico.
Apesar das Montanhas Ellsworth contarem ainda com vários picos virgens, o Vinson constitui sem dúvida a grande atração da cordilheira. Isso se deve, sem dúvida, ao fa(c)to de o Vinson ser um dos sete cumes: uma das sete montanhas mais altas de cada continente.
A ascensão do Vinson não é considerada tecnicamente difícil mas as condições climáticas extremas fazem com que a sua ascensão constitua um sério empreendimento. Não é raro a temperatura descer abaixo de -40ºC[carece de fontes?] mas esta pode atingir valores bem mais baixos, especialmente quando a região é varrida por fortes ventos.

## Geologia Local
O Maciço Vinson é formado principalmente por rochas metamórficas e ígneas do Complexo de Ellsworth, datadas do período Proterozoico tardio, aproximadamente entre 1,1 e 1,2 bilhões de anos atrás. Essas formações geológicas refletem um complexo histórico tectônico, incluindo processos de dobramento e metamorfismo associados à orogênese da Gondwana.

## Escalada

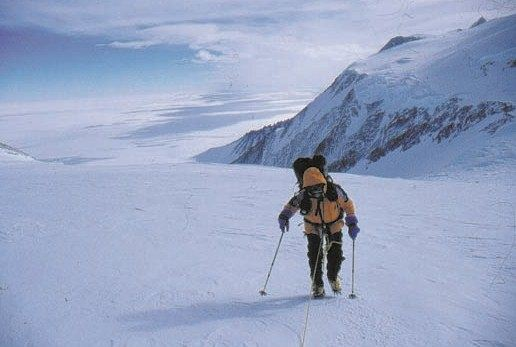
Gavin Bate no Maciço Vinson, a montanha mais alta da Antártica. Foto por Moving Mountains Trust. Licença: CC BY 2.0.

A primeira ascensão do Vinson foi realizada, em 1966, pela expedição americana liderada por Nicholas B. Clinch e patrocinada pela National Geographic Society, National Science Foundation e American Alpine Club. O ponto de partida para a ascensão do Vinson situa-se nas Colinas Patriot. A ascensão da via normal segue o vale do glaciar de Branscomb desde o campo base situado a 2134 metros até ao campo I a 2774 metros de altitude. O cume piramidal é claramente visível desde o campo I, tal como algumas montanhas vizinhas como o Tyree (4852 m), o Monte Shinn (4681 m) e o Gardner (4587 m). A ascensão pode demorar de dois dias a duas semanas consoante a preparação da equipa e as condições meteorológicas. A melhor época para a realização de escaladas vai de dezembro a fevereiro.